# Паперний Антон Павлович
Антон Павлович Паперний (івр. אנטון פפרני; 25 листопада 1971, м. Харків) — ізраїльський перекладач. Перекладає сучасну українську поезію, російську класичну поезію на іврит, а також перекладає українською з івриту.

## Біографія
Антон Паперний народився 25 листопада 1971 року у місті Харків. Переїхав до Ізраїлю у 1991 році. 1996 року, навчаючись в університеті Бен-Гуріона, вперше спробував свої сили у перекладі з української на іврит віршем «Реве та стогне Дніпр широкий».

## Перекладацька діяльність
Перекладає на іврит поезію українських письменників. Серед них — Тарас Шевченко, Іван Франко, Михайло Петренко («Дивлюсь я на небо, та й думку гадаю…»), Дмитро Павличко (у перекладі Паперного 2011 року вийшла книга «Єврейські мелодії»), Емма Андієвська (збірка «Сто сонетів»), Олександр Деко, Леся Степовичка, Юрій Андрухович, Маріанна Кіяновська, Катріна Хаддад, Дмитро Лазуткін, Олег Коцарев, Любов Якимчук, Богдана Матіяш, Олеся Мамчич, Катерина Калитко (збірка поезій «Золото, смирна і мед» (2014) та інші вірші), Світлана Богдан, Василь Махно, Таня-Марія Литвинюк, Анна Багряна, Анна Хромова, Галина Ткачук, Іван Потьомкін (2011 р., збірка перекладів з книги «Заплутавшись у гомоні століть»). Також перекладав есе Євгенії Сенік,
Андрія Любки, Софії Андрухович, Василя Махна, Олексія
Чупи та Євгенії Кононенко.
Переклав івритом роман Юрія Андруховича «Московіада», який вийшов 2020 року.
З російської перекладав Пушкіна, Бальмонта, Маяковського, поетів «Срібної доби російської поезії» (Олександр Блок та інші).
За підрядником з таджицько-єврейської мови перекладав поета Мухіба (Мордехай Бачаєв, 1911—2007), збірка віршів якого вийшла 2011 року за сприяння Інституту ім. Їцхака Бен-Цві. Переклав українською добірку віршів з цієї книги, опубліковану 2012 року у часописі «Січеслав».
Переклади публікуються у вебчасописах «га-Хотем», «Шахерезада» та інших виданнях.

### Українські пісні
Антон Паперний співпрацює з ізраїльським виконавцем Ісраель Год (Izzy Hod): «Взяв би я бандуру», «Заповіт», «Розпрягайте, хлопці, коней», «Дивлюсь я на небо», «Гуде вітер вельми в полі», «Чорнії брови, карії очі», «Реве та стогне Дніпр широкий», «Ніч яка місячна», «Місяць на небі», «Цвіте терен», «Тихо над річкою», «Бандуристе, орле сизий», «Ой, у вишневому саду» та інші.